# Selfish (小袋成彬の曲)
「Selfish」（セルフィッシュ）は、小袋成彬の楽曲。2018年4月25日に発売されるアルバム『分離派の夏』からの先行配信楽曲として4月4日に音楽配信とストリーミングでリリースされた。

## プロモーション活動
アルバムのプロモーション活動の一環として、2018年4月6日に日本テレビの情報番組、「スッキリ」で当楽曲をテレビ初披露した。
また、同年5月4日には日本テレビ系「バズリズム02」に出演し、同曲を再び披露した。

## ミュージックビデオ
楽曲がリリースされた2018年4月4日、YouTubeなどの動画プラットフォームにて当楽曲のミュージックビデオが公開された。このミュージックビデオはD.A.N.の「Shadows」や、Nabowaの「つかのま feat. Port of Notes」のミュージックビデオなどで知られる映像作家の石田悠介が監督を務めた。
また、このビデオはスペースシャワーTV2018年4月度「POWER PUSH!」、2018年4月度MTV「Hot Seat」にも決定している。
また同ミュージックビデオは、短編映画祭「ショートショート フィルムフェスティバル ＆ アジア2018」の話題賞を受賞、ミュージックビデオ部門にノミネートされた。

## ヘヴィーローテーション等
当楽曲は複数のFM局などでヘヴィーローテーションされた。以下はその一例である。
- FM802 2018年4月度「HEAVY ROTATION」
- スペースシャワーTV 2018年4月度「POWER PUSH!」
- MTV 2018年4月度「Hot Seat」
- ニッポン放送 2018年4月度優秀新人
- cross fm 2018年4月度 green recommend
- bayfm MIDNIGHT POWER PLAY
- タワーレコード 2018年4月度「タワレコメン」

## タイアップ
- テレビ東京系『JAPAN COUNTDOWN』2018年5月度オープニングテーマ
- Apple MusicキャンペーンCM - 2018年12月7日～[9]